# Lorenzo Casali
Lorenzo Minh Casali (Hanói, Vietnam, 12 de septiembre de 2002) es un deportista italiano de origen vietnamita que compite en gimnasia artística.
Ganó seis medallas en el Campeonato Europeo de Gimnasia Artística entre los años 2022 y 2025. Participó en los Juegos Olímpicos de París 2024, ocupando el sexto lugar en la prueba de equipo.

## Palmarés internacional
| Campeonato Europeo | Campeonato Europeo | Campeonato Europeo | Campeonato Europeo   |
| Año                | Lugar              | Medalla            | Prueba               |
| ------------------ | ------------------ | ------------------ | -------------------- |
| 2022               | Múnich (Alemania)  | Medalla de plata   | Concurso por equipos |
| 2023               | Antalya (Turquía)  | Medalla de oro     | Concurso por equipos |
| 2024               | Rímini (Italia)    | Medalla de bronce  | Concurso por equipos |
| 2025               | Leipzig (Alemania) | Medalla de bronce  | Suelo                |
| 2025               | Leipzig (Alemania) | Medalla de bronce  | Concurso por equipos |
| 2025               | Leipzig (Alemania) | Medalla de bronce  | Equipo mixto         |